# Versorgungsschatten
Der Versorgungsschatten ist ein Begriff aus dem Gartenbau und der Baumpflege. Beim Schnitt von größeren Ästen oder größeren Rindenschäden an Bäumen wird neben der lokalen Verletzung auch die Versorgung des Bereichs unterhalb der Wunde mit Assimilaten aus dem verlorengegangenen Ast bzw. aus den darüberliegenden Bereichen des Baumes behindert. Assimilate können zwar im Phloem unterhalb der Rinde neben der Haupt-Stömungsrichtung entlang der Längsachse auch in gewissem Grade „seitwärts“ transportiert werden. Jedoch ist der Transport in Querrichtung, gegenüber der Hauptrichtung verhältnismäßig langsam. Bei breiten Schnittwunden wird daher der Bereich unmittelbar unterhalb der Wunde nicht mehr von Assimilaten erreicht und die Rinde stirbt durch die fehlende Nahrung ab. Der langsame, aber kontinuierliche, seitliche Transport sorgt dafür, dass der nicht versorgte Bereich nach unten schmaler wird. Der betroffene Bereich nimmt also ungefähr die Form eines auf der Spitze stehenden Dreiecks ein, vergleichbar einem Windschatten.
Nur wenige Pflanzen schaffen es, größere Wunden (ab ca. 10 cm) vollständig zu überwallen. Eichen und Buchen als langlebige Klimaxbäume beispielsweise haben eine große Regenerationsfähigkeit. Pappeln und Weiden als eher kurzlebige Pioniere sind nur selten in der Lage, derartige Wunden zu verschließen. Nadelbäume brauchen längere Zeit zur Wundversorgung und verschließen Wunden bevorzugt mit Harz.

## Weitere Bedeutung des Begriffs „Versorgungsschatten“
Im Bereich von Funk und Telekommunikation werden Gebiete als „Versorgungsschatten“ bezeichnet, in denen kein Funk- bzw. Rundfunk-Empfang möglich ist. Bekannt ist das Tal der Ahnungslosen.